# Type 97 (granata)
La Type 97 è stata una granata (Kyūnana-shiki Shurudan in lingua giapponese) in dotazione alla fanteria dell'esercito e della marina dell'Impero giapponese a partire dal 1937. L'ordigno era caricato con 65 grammi di TNT e, diversamente dai modelli precedenti, non era utilizzabile su lanciagranate. Prodotto in milioni di esemplari, conobbe vasto impiego durante la seconda guerra mondiale.

## Storia
Nella prima metà degli anni trenta le forze armate giapponesi erano equipaggiate con due tipi di bomba a frammentazione: la Type 10 risalente al 1921 e la più recente Type 91, introdotta in servizio nel 1931. Quest'ultima, sebbene più efficace, era tuttavia stata progettata anche per essere adoperata su lanciagranate da fucile. Nel 1937 perciò fu messa allo studio una nuova granata impiegabile solo con lancio manuale, che fu collaudata e accettata dall'esercito nello stesso anno come "Type 97", dalle ultime due cifre del corrispondente anno del calendario imperiale (il 2597).
La granata fu prodotta in circa 7 900 000 di esemplari; fu distribuita ai reparti combattenti in ragione di tre ordigni per soldato. Fu impiegata sino alla fine della seconda guerra mondiale e del conflitto con la Cina sia dall'esercito, sia dalle forze anfibie della marina. La Type 97 rivelò in battaglia una certa inaffidabilità della spoletta a tempo e un raggio d'azione effettivo inferiore alle omologhe armi alleate, quali la Mark 2 statunitense o la Mills britannica. Oltretutto l'attivazione del detonatore generava un forte schiocco e nei secondi precedenti l'esplosione la granata emetteva fumo con un sibilo caratteristico, permettendone l'individuazione e talvolta il rilancio da parte delle truppe avversarie. Perciò alla fine degli anni trenta fu progettata una nuova bomba a mano, che fu immessa in servizio nel 1939 con la designazione Type 99, utilizzata per tutta la durata della guerra ma che non rimpiazzò del tutto la Type 97.

## Caratteristiche
La Type 97 era una granata a frammentazione con involucro a sezione segmentata, di forma cilindrica. Era lunga in totale 100 mm e presentava un diametro di 48 mm, per un peso complessivo di 540 grammi: di questi, 65 grammi costituivano la carica esplosiva a base di TNT. Una fonte ritiene invece che il peso fosse pari a 450 grammi. A differenza della Type 91, non aveva il fondo filettato adatto ad accogliere un basamento apposito per l'impiego sui lanciagranate di reparto Type 89, né era equipaggiabile con codolo ad alette allo scopo di spararla dai lanciagranate dei fucili d'ordinanza Type 38.
Al centro dell'involucro era avvitato un cannello per la spoletta a tempo, che sporgeva dalla sommità; qui erano contenuti il sostegno del percussore, il percussore stesso, una molla, la capsula, un cappellotto di ritegno a tacche che teneva insieme i componenti e infine la sicura, costituita da una graffetta a forma di "U" dotata di cordicella e i cui denti s'inserivano nel cappellotto. Infine, alla base, era stato ricavato un piccolo foro, coperto da una guaina in alluminio impermeabile, atta a far uscire i gas durante le operazioni di armamento. Il resto del cilindro era occupato da una mistura di polvere di catalizzazione e in fondo dal detonatore, il quale poggiava su un tampone morbido, in carta o feltro. Per armare la granata l'operatore doveva avvitare verso il basso il percussore, in quanto esso era incassato nel proprio alloggiamento, fino a che non terminava la sua corsa; a questo punto il detonatore era armato e l'operatore procedeva a rimuovere la sicura, quindi sbatteva la testa della spoletta una superficie solida: ciò vinceva la resistenza della molla, rompeva un piccolo disco di ottone e permetteva al percussore di accendere l'innesco. La granata veniva dunque lanciata e il detonatore, raggiunto dopo 4-5 secondi dalla fiammella della polvere catalizzatrice, si attivava e faceva esplodere la carica di TNT.